# Gli Argonauti
Gli Argonauti (Jason and the Argonauts) è un film mitologico del 1963 diretto da Don Chaffey.
Prodotto dalla Columbia Pictures, è una pellicola di genere fantastico-mitologico, è noto ed apprezzato per essere insieme a King Kong (1933) uno dei primi film a utilizzare gli effetti speciali a passo uno, che sono stati realizzata da Ray Harryhausen.
Il film è un riadattamento de Le Argonautiche, ovvero del viaggio nella terra "oltre i confini del mondo" di Giasone e del suo equipaggio a bordo della nave Argos, alla ricerca del mitico vello d'oro.

## Trama
Dopo che Pelia usurpa il trono della Tessaglia assassinando il re Aristo e le sue due figlie, una profezia gli viene rivelata: il suo regno finirà per crollare per mano dell'unico figlio maschio di Aristo; una volta cresciuto, il piccolo Giasone tornerà a reclamare il trono. La profezia prevede anche che Pelia stesso muoia per mano degli dèi al suo eventuale tentativo di uccidere Giasone, unico discendente reale rimasto.
Vent'anni dopo gli dèi danno l'opportunità a Giasone di salvare la vita all'anziano Pelia, che riconosce l'avverarsi della profezia, ma non rivela la sua identità al suo salvatore, preferendo invitarlo a pranzo come ringraziamento. Per allontanare il pretendente, Pelia incoraggia Giasone a intraprendere un grandioso viaggio ai confini del mondo conosciuto alla ricerca del mitico vello d'oro, un manto dorato di montone dai poteri magici che avrebbe donato prosperità e ricchezza alla popolazione della Colchide. Giasone riunisce quindi i più valorosi eroi della penisola, e fa preparare dall'esperto armatore una grandiosa barca a remi. Tra i prescelti, Pelia riesce a far imbarcare anche il figlio Acasto, con il segreto mandato di sabotare l'impresa.
All'alba della partenza, Giasone viene convocato dagli dèi sul monte Olimpo, dove gli viene rivelato che il viaggio è da loro benedetto, e che la dea Era ha ottenuto da Zeus la concessione di soccorrerli con tre semplici risposte: sarà facoltà di Giasone scegliere i momenti più opportuni per chiedere il suo intervento. La prima domanda posta da Giasone riguarda la direzione del loro viaggio. La risposta della dea Era li indirizza nella Colchide, la terra "oltre i confini del mondo". Nel viaggio, gli argonauti sono costretti a effettuare rifornimenti sull'isola del Bronzo, dove il mancato timore degli dèi causa il risveglio del gigante bronzeo Talo. Nello scontro con il gigante, il marinaio Ila finirà disperso, spingendo Ercole a disertare la missione per continuare da solo le ricerche del giovane amico.
Dopo lo scontro le condizioni fisiche e morali degli argonauti costringono Giasone a richiedere nuovamente l'intervento divino, per voce del quale l'equipaggio si mette alla ricerca del vecchio Fineo, un veggente punito dagli dèi con la cecità. Per indirizzare nuovamente le ricerche del vello d'oro, il veggente chiede agli argonauti di liberarlo dalle orrende arpie, mostri alati che si prendono gioco della sua cecità importunandolo in ogni modo. Al successo della cattura dei due mostri, Fineo ricambia indirizzando gli argonauti attraverso un pericoloso stretto roccioso, ma dona a Giasone un amuleto magico.

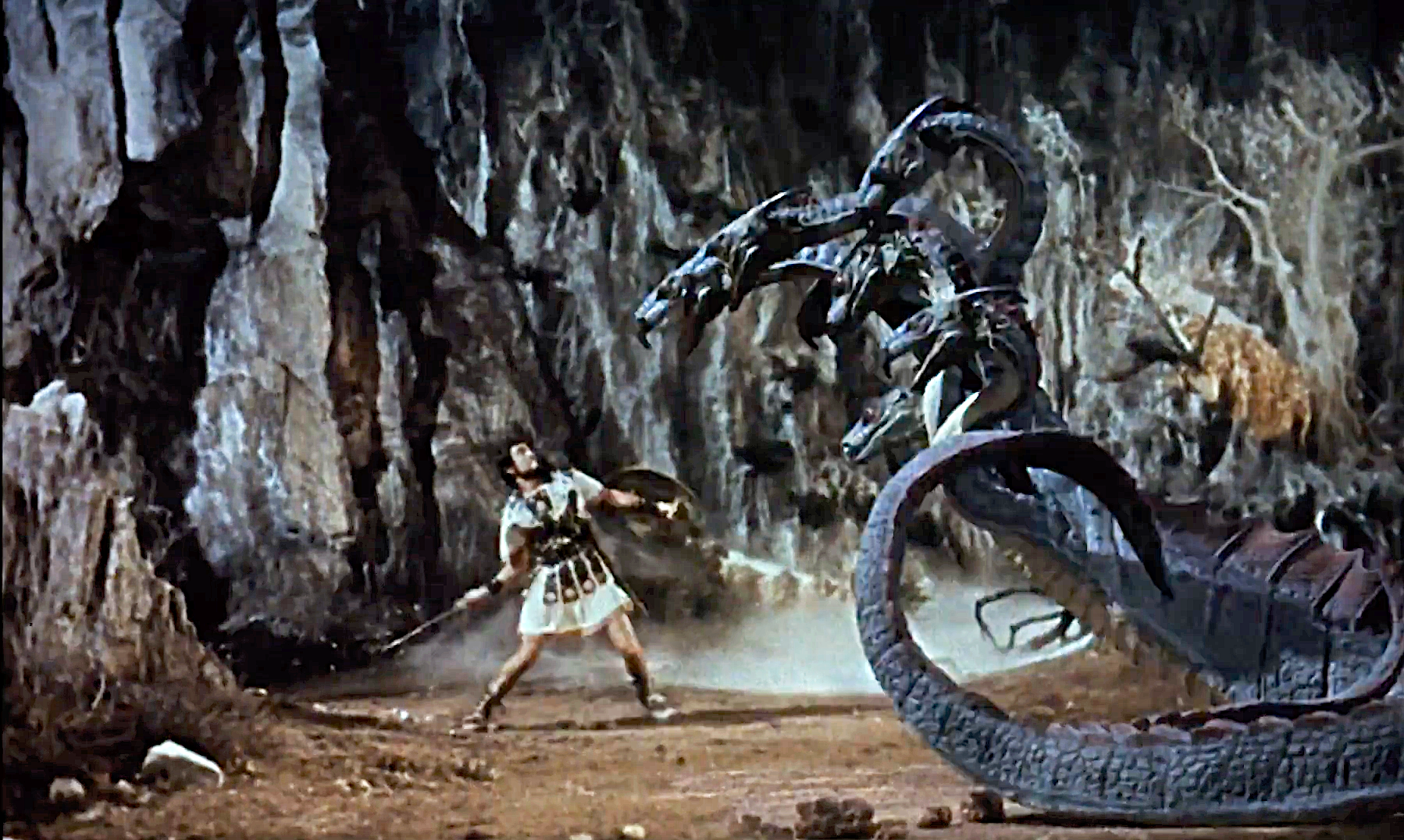
Giacone combatte contro l'Idra.

Il viaggio riprende, ma al loro passaggio lo stretto sembra minacciare la nave con il crollo imminente delle sue rocce, finché grazie al dio Poseidone richiamato dall'amuleto di Fineo l'impresa riesce, non senza trarre prima in salvo tre naufraghi di un'imbarcazione meno fortunata. Tra i naufraghi c'è anche Medea, alta sacerdotessa del tempio di Ecate, dea cara alla popolazione della Colchide. Il giorno successivo la nave raggiunge la Colchide, e Giasone smaschera i veri intenti di Acasto, il quale dopo uno scontro fugge mettendo in scena la sua morte. Il re Eeta riceve gli argonauti a banchetto reale, ma una volta sbarcati li fa imprigionare: era stato allertato da Acasto a proposito del loro intento di defraudarlo del vello d'oro.
Dopo una fuga aiutata anche dall'innamorata Medea, Giasone raggiunge Acasto al cospetto del vello, difeso dalla terribile Idra. Il mostro riesce ad avere la meglio su Acasto ma non su Giasone, che la uccide. Nel frattempo il re Eeta sopraggiunge e prepara l'ennesima minaccia per Giasone: dai denti dell'Idra sparsi a terra fa sorgere un esercito di scheletri armati. Il vello d'oro viene rubato e nella battaglia contro gli scheletri solo Giasone riesce a salvarsi, gettandosi in mare dove verrà recuperato dall'Argo. La leggenda si è compiuta e gli dèi soddisfatti degli eventi concedono agli argonauti (e a Medea) un tranquillo ritorno in Tessaglia.

## Produzione
Il film fu girato nelle coste del Cilento a Palinuro, Marina di Camerota, Paestum, Capaccio ed Agropoli.

## Distribuzione
All'epoca venne distribuito in Italia anche come Gli Argonauti 2 per motivi di omonimia: appena tre anni prima una piccola produzione italo/francese era già stata distribuita come I giganti della Tessaglia (Gli Argonauti).

## Accoglienza

### Incassi
Con un budget di 3 milioni di dollari, il film ha incassato un totale di circa 2,1 milioni.

### Critica
Il film ha ricevuto il plauso della critica ed è ora considerato un classico. Sull'aggregatore di recensioni Rotten Tomatoes ha un indice di gradimento dell'89% basato su 45 recensioni, con un voto media di 7,5 su 10. Il consenso critico cita: «Jason e gli Argonauti di Don Chaffey è un pezzo di nostalgia stravagante e trasportante la cui vera star è il magistrale lavoro di animazione in stop-motion di Ray Harryhausen». Su Metacritic ha ricevuto un punteggio di 69 su 100 basato su 10 recensioni.